# Circonscription du Kef
La circonscription du Kef est une ancienne circonscription électorale tunisienne. Elle couvre le territoire du gouvernorat du Kef.
Le décret-loi no 2022-55 du 15 septembre 2022 la divise en trois circonscriptions.

## Résultats électoraux
Voici les résultats des élections constituantes tunisiennes de 2011 pour la circonscription ; la liste donne les partis ayant obtenu au moins un siège :
| Parti          | Parti                                                              | Voix   | %    | Sièges |
| -------------- | ------------------------------------------------------------------ | ------ | ---- | ------ |
|                | Ennahdha                                                           | 23 015 | 26,7 | 2      |
|                | Pétition populaire pour la liberté, la justice et le développement | 6 954  | 8,1  | 1      |
|                | Liste d'espoir                                                     | 6 022  | 7    | 1      |
|                | Congrès pour la République                                         | 5 346  | 6,2  | 1      |
|                | Ettakatol                                                          | 4 455  | 5,2  | 1      |
| Inscrits       | Inscrits                                                           | 94 907 | 100  | 6      |
| Votants        | Votants                                                            | 86 134 |      | -      |
| Exprimés       | Exprimés                                                           | 86 134 | 100  | -      |
| Blancs et nuls | Blancs et nuls                                                     | 8 773  |      | -      |

## Représentants

### Constituants
|  | Nom                                            | Image | Parti |
|  | ---------------------------------------------- | ----- | --- |
|  | Mokhtar Lammouchi Abdellatif Mekki (2011-2012) |       | Ennahdha |
|  | Mounira Omri                                   |       | Ennahdha |
|  | Abdelkader Ben Khemis                          |       | Ettakatol, indépendant, Al Joumhouri, Alliance démocratique puis Voie démocratique et sociale                               |
|  | Hatem Ben Abdallah Kelaï                       |       | Pétition populaire pour la liberté, la justice et le développement, indépendant puis Parti de l'ouverture et de la fidélité |
|  | Mohamed Néjib Hosni                            |       | Liste d'espoir |
|  | Tarek Laâbidi                                  |       | Congrès pour la République, indépendant puis Ettakatol                                                                      |

### Députés
| Image | Nom               | Parti                 | Groupe parlementaire  |
| ----- | ----------------- | --------------------- | --------------------- |
|       | Hatem Mliki       | Au cœur de la Tunisie | Au cœur de la Tunisie |
|       | Meriem Laghmani   | Au cœur de la Tunisie | Au cœur de la Tunisie |
|       | Mokhtar Lammouchi | Ennahdha              | Ennahdha              |
|       | Hatem Boubakri    | Mouvement du peuple   | Bloc démocrate        |
|       | Amal Saïdi        | Courant démocrate     | Bloc démocrate        |
|       | Nessrine Lamari   | Machrouu Tounes       | La Réforme            |